# アイバー (お笑い芸人)
アイバー（1984年2月8日 - ）は、日本のお笑い芸人、YouTuber、プラモデル愛好家。
吉本興業所属。
YouTubeチャンネル『アイバーのプラモ&ホビーCh / AIBA Plamo & Hobby Channel』を運営し、吉本プラモデル部の大阪支部長を務めている。

## 来歴・経歴
滋賀県出身。2007年にNSC（吉本総合芸能学院）大阪校30期生としてお笑い芸人の道に進む。
吉本興業の公式プロジェクト「ブカツ！」の一環として2015年に結成された「吉本プラモデル部」では、大阪支部長を務める。実質的に大阪支部の運営を一人で担い、関西エリアでの模型文化普及に尽力している。
2010年代後半からは自身のYouTubeチャンネル「アイバーのプラモ&ホビーCh」を立ち上げ、プラモデルの組み立て、改造、レビューを配信。初心者から上級者まで楽しめる内容が好評を博している。

## YouTubeチャンネル
2010年代後半より「アイバーのプラモ&ホビーCh / AIBA Plamo&Hobby Channel」を運営。登録者数は2023年現在で約6万人、総再生回数は約1,000万回。
主なコンテンツとして、ガンプラやキャラクターモデル、フィギュアなどのレビューや製作実況を展開。吉本プラモデル部メンバーや著名モデラーとのコラボレーションも多数行っている。

## 吉本プラモデル部での活動
吉本プラモデル部の大阪支部長を務め、同部の公式YouTubeチャンネルに頻繁に出演している。大阪支部の代表的存在として、関西地区の模型イベント出演やプラモデル普及活動に積極的に参加している。

## 著名な共演者
- 桜井信之（サクライ総統） - プロモデラー。ガンプラを中心としたライブ配信やトークイベントで度々共演。
- 佐藤哲夫 - 吉本プラモデル部元部長、お笑いコンビ「パンクブーブー」。
- 鈴木Q太郎 - 吉本プラモデル部元副部長、お笑いコンビ「ハイキングウォーキング」。

## 特筆すべきエピソード
- 登録者数6万人突破時には自身の誕生日を兼ねた記念ライブ配信を実施し、視聴者との交流を深めた。
- 2022年、テレビ朝日系列『NEWSの全力!!メイキング』に吉本プラモデル部メンバーとして出演し、巨大ジオラマ制作企画に参加した。
- 模型界の著名人である俳優の石坂浩二とYouTubeライブ配信で共演し、話題を呼んだ。